# Gerda Poppa

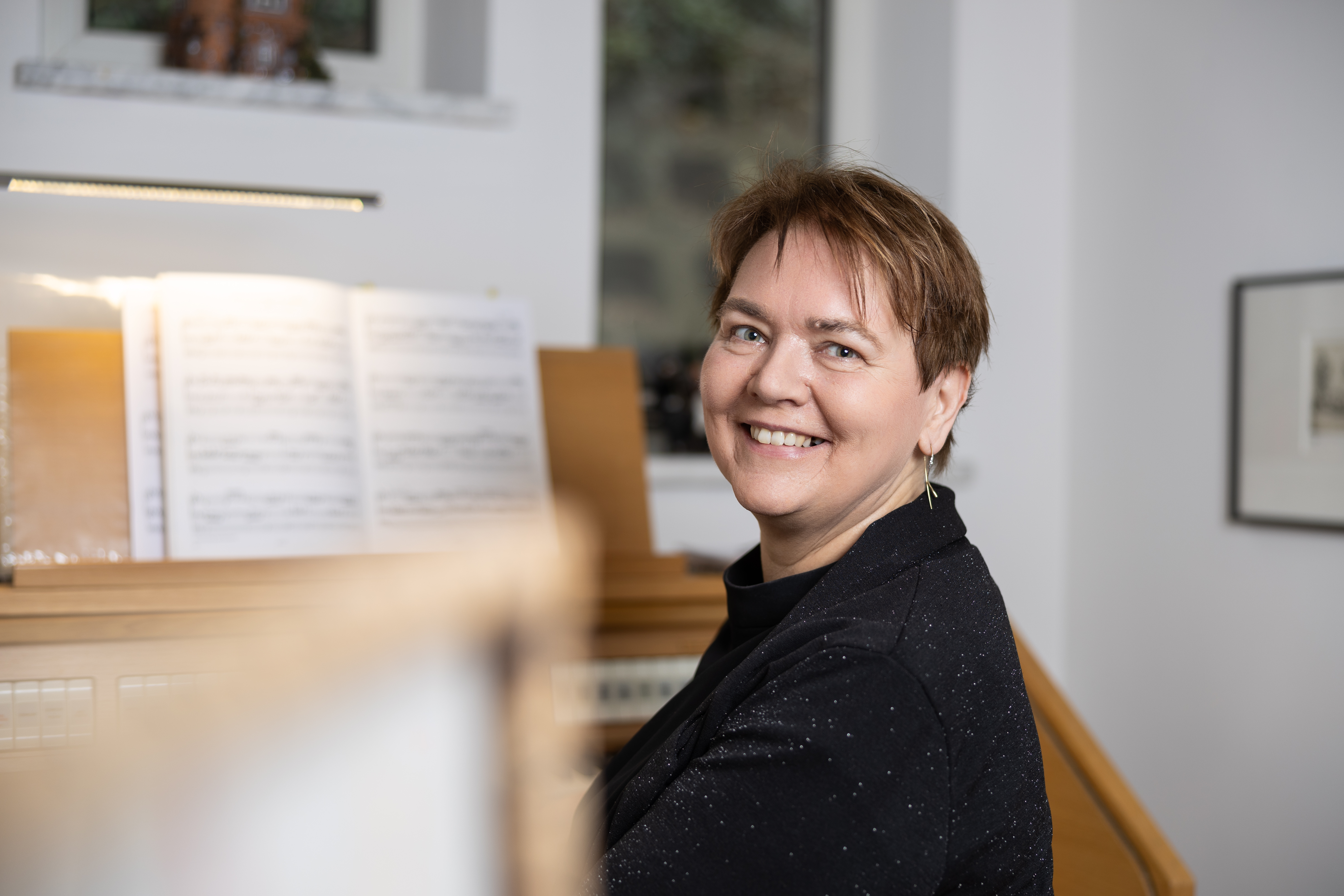

Gerda Poppa (* 1. Januar 1963 in Feldkirch, Vorarlberg) ist eine österreichische Komponistin.

## Leben und Werk
Gerda Poppa wuchs in Rankweil auf und lebt mit ihrer Familie in Röthis. Sie ist verheiratet mit Heinz Poppa, aus der Ehe entstammen zwei Kinder.

## Musikausbildung
Von 1977 bis 1981 lernte sie an der Musikschule in Rankweil und Dornbirn Klavier, von 1980 bis 1982 bei Barbara Chmel an der Musikschule Rankweil Orgel. Poppa absolvierte zunächst die Ausbildung zur Buchhalterin und arbeitete in einem Steuerberatungsbüro. Parallel dazu begann sie das Orgelstudium am Vorarlberger Landeskonservatorium (Stella Vorarlberg) bei Bruno Oberhammer. Dieses schloss sie 1995 mit dem Konzertdiplom ab. 2002 bis 2004 studierte sie Orgelimprovisation bei Jürg Brunner in St. Gallen (Schweiz). Daneben bildete sie sich in Meisterkursen und Workshops z. B. bei Michael Radulescu, Guy Bovet und Jon Laukvik fort. Nach Vorstudien bei Michael Buchrainer und Helmut Sonderegger schloss sie 2015 das Kompositionsstudium bei Herbert Willi am Landeskonservatorium Feldkirch mit Auszeichnung ab. Seit 2020 lernt sie auch Schlagzeug.

## Konzerte und andere Auftragskompositionen
Gerda Poppa spielt Werke für Orgel aus allen Epochen und ist Komponistin im Genre der Neuen Musik. Kompositionsaufträge bekam sie unter anderem vom Wiener Concert-Verein, dem Ensemble Plus, dem SOV und dem Schallwende-Festival für Neue Musik, Freundeskreis Basilika Rankweil, Evangelische Kirche Vorarlberg oder dem Symphonieorchester Vorarlberg. Ihr Oratorium „OmegAlpha“ wurde am 30. Juni 2024 in der Basilika in Rankweil vom Kammerchor Feldkirch, den Solisten Lea Elisabeth Müller, Veronika Dünser, Martin Summer und einem Ad-hoc-Orchester unter der Leitung von Benjamin Lack uraufgeführt. Ihr erster Liederzyklus „Erdenschönheit“ zu Gedichten von Christian Morgenstern wurde am 5. November 2019 von Veronika Dünser, Alt und Luca de Grazia, Klavier in Bergamo uraufgeführt.
Seit über 40 Jahren ist Gerda Poppa hauptamtliche Organistin der Basilika Rankweil und spielt nebenamtlich in der reformierten Kirche Grabs (Schweiz). Als Orgelsolistin und Kammermusikerin ist sie bei Kirchenkonzerten in der Region tätig.

## Werkverzeichnis
(Auswahl)
- 2014 Wiener Concert-Verein: Die launische Forelle
- 2015 Wiener Concert-Verein: Annabell Lee
- 2015 anlässlich der Einweihung der neuen Fenster im Altarraum - Freundeskreis der Basilika Rankweil: Colours
- 2016 Ensemble Plus: Experiences
- 2016 Evangelische Kirchgemeinde Feldkirch: Reformare
- 2017 für das Theaterstück "Leben und Werte - Hans Eschelbach" - Theatergruppe "Kunst und Drama", Nürnberg (Deutschland): Zum Geleit
- 2017 Symphonieorchester Vorarlberg: Wartezeitenmusik
- 2019 im Auftrag von Veronika Dünser: Erdenschönheit
- 2019 im Auftrag von Bruno Oberhammer: Zdritt
- 2019 im Auftrag von Hanna Bachmann: Reset – Variations on Corona
- 2021 Wiener Concert-Verein: Distanzen
- 2021 Schallwende Festival: Klangfarbenklang, BinAir
- 2023 Ensemble Frullato: O Stille, mein Verlangen
- 2023 Ensemble plus: Sagittarius
- 2024 im Auftrag des Kammerchors Feldkirch: Oratorium OmegAlpha
- 2024 im Auftrag von Jonas Ellensohn: Pas de deux für Horn und Klavier.[3][5][7][9][10][11][12][13][14]

## Auszeichnungen
- 2024  Kompositionspreis des Landes Vorarlberg.[15][16][17][18][19]